# Ilha de Cavallo
Cavallo é uma pequena ilha no mar Mediterrâneo entre a Córsega e a Sardenha, no estreito de Bonifacio.  É uma ilha privada, a única habitada no arquipélago das ilhas Lavezzi. É território francês, embora tenha pertencido a Itália no passado. Tem cerca de 1,2 km2 de área e 800m de comprimento, e um pequeno porto.
Cavallo é conhecida por praticantes de golfe e vela, havendo uma pequena área comercial com lojas e restaurantes, além de um luxuoso Hotel & Spa des Pecheurs. Não há circulação automóvel na ilha, exceto veículos elétricos.